# クルバンムハメド・カスィモフ
クルバンムハメド・カスィモフ（ロシア語: Курбанмухамед Касымов Kurbanmuhamed Kasymov、1954年7月30日 - ）は、トルクメニスタンの政治家、外交官。駐カザフスタン特命全権大使。内務相、国防相、法務相等の要職を歴任。

## 経歴
アシハバード地区ゲオチカ村出身。トルクメン人（テキン人）。1976年、法学専攻でゴーリキー名称（現・マフトゥムグリ名称）トルクメン国立大学を卒業。
- 1976年～1982年 - トルクメン消費者連盟のトラスト「トルクメンコオプストロイ」の法務、アシハバード輸送検察庁の研修生、検事次長
- 1982年～1989年 - アシハバード市検察庁の検事次長、検事第一次長
- 1989年～1990年 - トルクメン・ソビエト社会主義共和国検事次長。地区人事課長
- 1990年5月 - トルクメニスタン共産党中央委員会法務委員会副議長
- 1990年～1991年 - アシハバード市検事
- 1991年3月 - トルクメン・ソビエト社会主義共和国検事

第12期トルクメニスタン最高会議代議員。
- 1993年1月～2001年 - 軍事問題・行政機関担当閣僚会議副議長
- 1993年～1998年 - 内務相
- 1998年9月17日～1999年5月24日 - 国防相。同時に国防省軍事大学学長を兼任
- 1999年5月24日～2001年10月 - 法務相
- 2001年10月～2008年1月 - 駐中特命全権大使
- 2008年3月20日、駐カザフスタン特命全権大使

## パーソナル
トルクメンバシ勲章、ガルクィヌィシュ勲章、三等アルトィン・アスィル（金の世紀）勲章、エデルメンリク・メダル、「祖国愛に対する」メダルを受章。
一説によれば、サパルムラト・ニヤゾフの縁戚ともいう。